# Favosipora rugosa
Favosipora rugosa är en mossdjursart som beskrevs av William MacGillivray 1885. Favosipora rugosa ingår i släktet Favosipora och familjen Densiporidae. Inga underarter finns listade i Catalogue of Life.